# 史蒂芬·恩宗齐
史蒂芬·恩宗齐（法語：Steven N'Kemboanza N'Zonzi，1988年12月15日—）是一名剛果裔法國足球員，司職防守中場，高大的身材造就他不俗的防空能力，同時還有著靈活的腳下技術，曾代表法國國家足球隊出賽，現時效力土超球隊科尼亞。

## 球員生涯

### 早年生活
尼桑斯在法國科龍貝出生，年少時曾在家鄉球會 RCF Paris 踢球。1999年，他加入了巴黎圣日耳曼青訓系統，在球隊的訓練學校 Camp des Loges 度過三年光景。在巴黎圣日耳曼期間，由於身高關係，尼桑斯起初被安排擔任前鋒，後來又改造成進攻中場。離開巴黎後，他便加入於下諾曼底的 CA Lisieux 青年隊。其後，他曾分別在卡昂和 AS Beauvais Oise 度過一載，直至2005年才決定留效艾米恩斯（艾米恩斯)。

### 艾米恩斯
在艾米恩斯首兩年，尼桑斯代表球隊參加全國業餘錦標賽 (Championnat de France amateur)。直至2007年11月24日，快將年滿十九歲的他才首次參與職業球員的正式比賽，在一場面對業餘球隊 AS Raismes 的法國盃賽事中，於球賽第74分鐘後備入替隊友上陣，結果球隊最後大勝對手7-0。2008年4月15日，尼桑斯首次正選上陣，且拼足九十分鐘，可是球隊終以0-1負於巴斯蒂亞腳下，在聯賽榜失分。在接著的一季，他簽下球員生涯首份合約，正式告別業餘行列。
剛成為職業球員的尼桑斯在法國乙級聯賽首年(2008-2009)已獲正選位置，在整季上陣三十六場，並於2009年5月8日一場以1-2負於斯特拉斯堡的賽事中攻入職業生涯首個進球。由於球隊在季末最後四場嚴重失分，最終難逃降班厄運。儘管如此，尼桑斯的表現依然備受讚賞，有人甚至拿他和同是防守中場的前球員作比較。其出色表現引來英超球隊布莱克本流浪者和樸茨茅夫的垂青，而他最終亦選擇轉投前者。

### 布力般流浪
2009年7月3日，布力般流浪官方網頁刊登有關尼桑斯加盟的消息，合約期為四年，轉會費無透露，但估計約值五十萬英鎊。他在布力般首季已佔據正選位置，首個入球在2009年10月4日的一場聯賽出現，當日球隊作客阿仙奴，尼桑斯在第4分鐘為球隊打開紀錄，惜球隊最終慘負2-6。總結他在布力般首個球季，在聯賽上陣三十三場，打入兩球，並獲球迷選為該季最佳球員。

### 斯托克城
2012年8月31日，恩宗齊轉會至斯托克城，轉會費為300萬英鎊。他在2012年9月15日球隊主場1比1戰平曼城的比賽上演了聯賽首秀，他出色的表現被評為單場最佳球員。恩宗齊在球隊於主場1比2不敵熱刺的比賽收入自己的首個聯賽進球，在2012-13賽季恩宗齊為球隊出戰38次，但是他卻透露自己在俱樂部過的並不開心，並有尋求轉會的打算，但遭到俱樂部拒絕。
在新賽季，马克·休斯成為斯托克城的主教練，而恩宗齊留在了球隊並在2013年8月31日球隊對西漢姆聯的比賽中被選為全場最佳，但是之後的比賽恩宗齊的表現出現了明顯的下滑，於此同時他的壞脾氣也為他在場上招致了不少的麻煩。恩宗齊在11月23號球隊主場2比0戰勝桑德蘭的比賽中收穫1個進球和1個助攻，但他在2014年1月29日在客場同樣對陣桑德蘭的比賽中在第54分鐘時兩黃變一紅被罰下場，恩宗齊在之後遭到紅牌停賽，並枯坐在板凳席上很長的一段時間，2014年3月23號，他在球隊客場4比1戰勝維拉的比賽中重新回歸首發陣容，並且有一個進球。他在俱樂部2013-14賽季各項賽事出場40次，俱樂部取得了聯賽第9名的成績，恩宗齊也表示自己在马克·休斯所帶領的球隊踢得很開心。
2014-15賽季，恩宗齊是球隊的常規主力，為球隊在各項賽事出戰40場，球隊也在聯賽取得了第九名的成績，而他本人也取得了4個進球，他優異的表現被評選為隊內MVP。

### 西維爾
2015年7月9日，尼桑斯以700萬歐元加盟西維爾，簽約4年，合約內加入3,000萬歐元買斷條款。

### 罗马
2018年8月14日，尼桑斯签约加盟意甲俱乐部罗马。

## 國際賽
2009年10月1日，法國21歲以下國家足球隊教練埃里克·蒙巴埃尔（Erick Mombaerts）徵召恩宗齐入五，出戰兩場分別面對馬爾他和比利時的2011年歐洲U-21足球錦標賽外圍賽賽事。2009年10月9日，首次入選的恩宗齐在作客馬爾他的賽事中首次披甲，在球賽第58分鐘後備上陣，結果球隊當日勝對手2-0。四天後，法國U21國家隊作客比利時，恩宗齐正選上陣，結果雙方互無進球紀錄完場。
恩宗齐至到2017年11月才首次迎來成年隊的徵召，當時他已經是輾轉歐洲各俱樂部的浪人球員，一開始也沒有太多人期待他能帶給法國隊多少幫助。不過隨著隔年3月恩宗齐帶著賽維利亞在歐冠賽場上爆冷擊敗曼聯，恩宗齐也開始被認為是可能的奇兵人選；儘管如此，當他最終擠掉巴黎圣日耳曼主力中場拉比奧特入選國家隊23人大名單時仍然受到不少非議，包括拉比奧特本人也對這個結果大為不滿。
在2018世界盃中恩宗齐直到第三場對丹麥的比賽才迎來上場機會，並且不負眾望的展現出了良好的護球與傳球技術，高達197公分的身高也給他帶來了爭搶高空球的優勢。此後在面對球風硬朗的烏拉圭以及與克羅埃西亞的決賽中，恩宗齐都在比賽中後段被換上場。
決賽中法國隊原本的頭號守將在上半場受到腸胃炎與對方針對性的戰術影響而導致表現嚴重失常，恩宗齐在比賽僅進行至第55分鐘時就臨危授命上陣；而他的表現堪稱完美，化解了法國隊原本被動的局面，被認為是本場比賽的轉捩點。

## 榮譽
西維爾
- 歐霸盃: 2015–16

法國
- 國際足聯世界盃: 2018[24]

個人
- 歐霸盃最佳陣容: 2015–16[25]

## 資料來源
1. ↑  .   [2010-03-19]. （原始内容存档于2009-07-06）.
2. ↑  .   [2010-03-19]. （原始内容存档于2012-07-13）.
3. ↑  .   [2010-03-19]. （原始内容存档于2009-07-03）.
4. ↑  .   [2010-03-19]. （原始内容存档于2010-03-09）.
5. ↑  .   [2010-03-19]. （原始内容存档于2009-10-09）.
6. ↑  .   [2010-05-10]. （原始内容存档于2010-05-07）.
7. ↑  . Lancashire Telegraph. 2012-08-31  [2017-02-09]. （原始内容存档于2017-11-14）.
8. ↑  .   [2017-02-09]. （原始内容存档于2017-02-11）.
9. ↑  .   [2017-02-09]. （原始内容存档于2017-02-11）.
10. ↑  Steven Nzonzi asks to leave Stoke City[永久]
11. ↑  .   [2017-02-09]. （原始内容存档于2016-07-22）.
12. ↑  .   [2017-02-09]. （原始内容存档于2017-02-11）.
13. ↑  .   [2017-02-09]. （原始内容存档于2013-11-18）.
14. ↑  .   [2017-02-09]. （原始内容存档于2017-02-11）.
15. ↑  .   [2017-02-09]. （原始内容存档于2015-09-29）.
16. ↑  .   [2017-02-09]. （原始内容存档于2017-02-11）.
17. ↑  .   [2017-02-09]. （原始内容存档于2014-05-13）.
18. ↑  .   [2017-02-09]. （原始内容存档于2016-10-19）.
19. ↑  .   [2017-02-09]. （原始内容存档于2017-01-10）.
20. ↑  . Stoke City. 9 July 2015  [2015-07-10]. （原始内容存档于2015-07-10）.
21. ↑  . BBC. 9 July 2015  [2015-07-10]. （原始内容存档于2015-07-10）.
22. ↑  France hit top gear
23. ↑  .   [2010-03-19]. （原始内容存档于2010-03-30）.
24. ↑  McNulty, Phil. . BBC. 15 July 2018  [15 July 2018]. （原始内容存档于2019-07-17）.
25. ↑  . UEFA. 20 May 2016  [2018-07-17]. （原始内容存档于2020-08-27）.

## 外部連結
- 史蒂芬·恩宗齐（页面存档备份，存于） - Topforward （英文）
- 足球数据库：史蒂芬·恩宗齐的球员统计数据
- 布力般流浪官方網頁 - 尼桑斯檔案